# Eumelo de Corinto
Eumelo de Corinto (en griego antiguo: Εὔμελος ὁ Κορίνθιος Eumelos ho Korinthios), hijo de Anfílito, fue un poeta épico griego de Corinto. Miembro de la familia real de los Baquiadas, vivió a mediados del siglo VIII a. C.
Se le atribuye, con el nombre de Corinthiaca, una epopeya histórica en honor de su ciudad en la que otorgó un pasado legendario a Corinto que hiciera olvidar su sometimiento a Argos durante la época micénica. También es autor de Europia, otro poema épico, y se le atribuye el poema, de tema desconocido, Bugonia, al que se refiere Marco Terencio Varrón. Compuso además una Titanomaquia y un poema titulado Regresos.
Es conocido asimismo por ser el autor de un canto prosódico (procesional) en honor de Apolo de la delegación que los mesenios enviaron a Delos, en tiempos de su rey Fintas, canto del que subsisten dos hexámetros:
«pues al itomata le fue agradable la musa,

la que puras y libres sandalias tiene».
Hay obras sobre la historia de Corinto que se le atribuyeron y no son suyas.